# Puerta de Europa

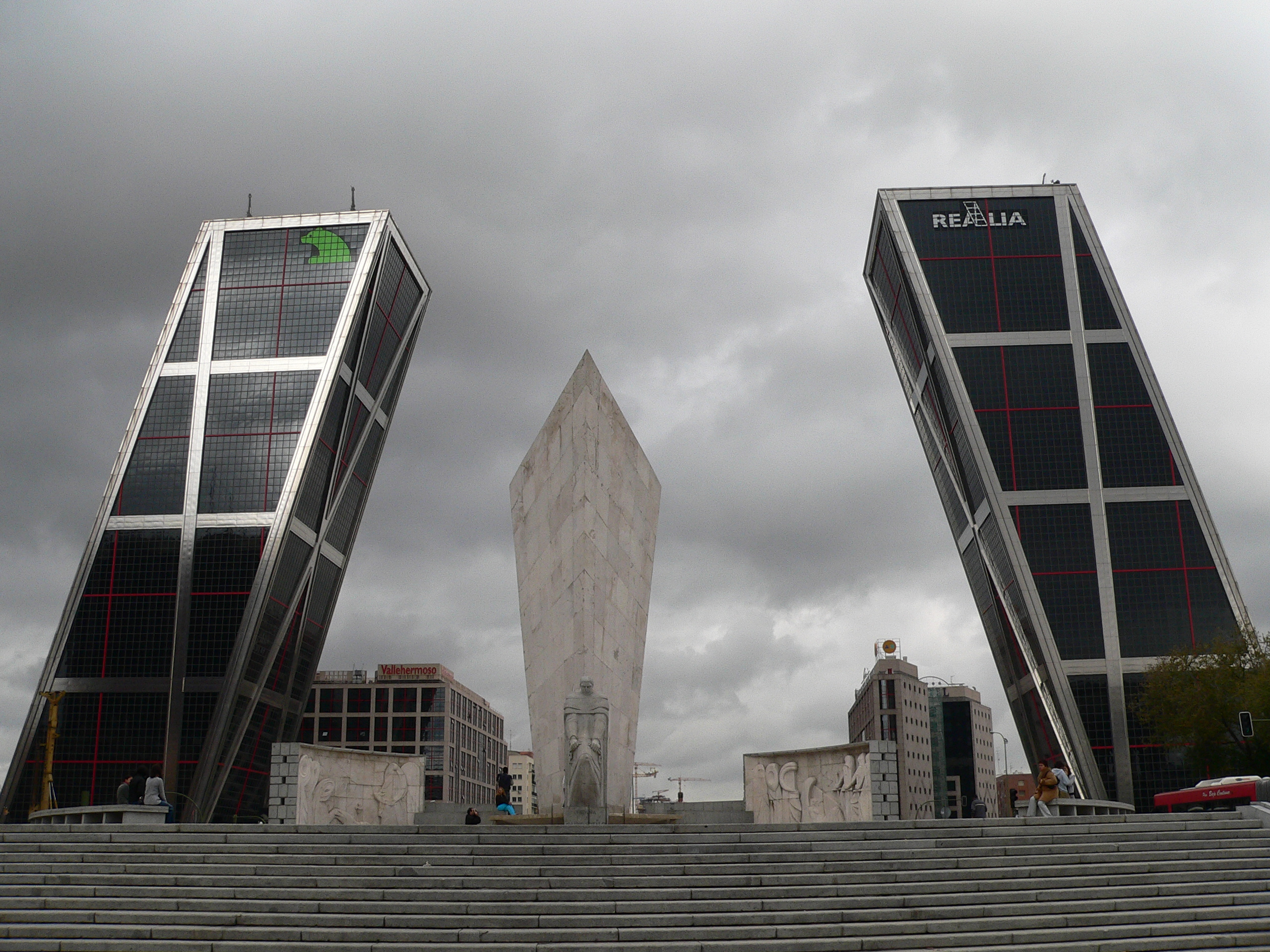
Puerta de Europa mit Mahnmal José Calvo Sotelo (Plaza de Castilla/Madrid)

Puerta de Europa (dt. Tor Europas) ist der Name zweier schräg aufeinander zulaufender Hochhäuser an der Plaza de Castilla, einem der bedeutendsten Plätze in der spanischen Hauptstadt Madrid, welcher dem nördlichen Hauptbahnhof der Stadt (Chamartín-Bahnhof), nahegelegen ist. Die von Philip Johnson und John Burge entworfenen Zwillingstürme wurden bis 1996 durch das Kuwait Investment Office, kurz KIO, erbaut. Infolge dieses Bauträgers sind beide Bauten auch unter dem Namen Torres KIO (dt. KIO-Türme) bekannt. 

## Beschreibung
Der nach Norden blickende linke Turm wird als Puerta de Europa I bezeichnet; er trägt das Logo der CaixaBank. Hingegen ist das rechte, nach Süden gehende Hochhaus mit Puerta de Europa II betitelt; diese ist mit dem Firmenzeichen des Immobilienunternehmens Realia versehen. Jedes der beiden Gebäude ist 114 Meter hoch, umfasst 26 Etagen und ist um 15 Grad gegen die Vertikale geneigt. Auf jedem Dach der beiden Wolkenkratzer findet sich ein Hubschrauberlandeplatz. Um beim Landeanflug von Hubschraubern Verwechslungen auszuschließen, wurde der eine der beiden Heliports blau, der andere rot gekennzeichnet. 
Diese Sehenswürdigkeit, welche die Skyline Madrids neu definierte, ist der Öffentlichkeit nicht zugänglich. Gebaut während des ungebremsten Baubooms der 1990er Jahre, ist die Puerta de Europa mit dem Platzen der Immobilienblase im Jahre 2008 von der wirtschaftlichen Realität eingeholt worden. So gesehen waren die beiden geneigten Hochhaustürme an der Plaza de Castilla, die einst Symbol für den Aufbruch in die Moderne sein sollten, in den 2010er Jahren zum ikonographischen Synonym für die zeitweilige Schieflage der spanischen Wirtschaft geworden.